# Anne Ludvigsson
Anne Birgit Charlotte Ludvigsson, född 26 oktober 1950 i Vimmerby landsförsamling, är en svensk politiker (socialdemokrat). Hon var ordinarie riksdagsledamot 2002–2010 (dessförinnan ersättare 1998–2001), invald för Östergötlands läns valkrets.
I riksdagen var hon ledamot i näringsutskottet 2002–2006 (även suppleant 1998–2002), ledamot i kulturutskottet 2006–2010 och suppleant i utrikesutskottet 2002–2006.
Hon är lärare och har varit politiskt aktiv sedan 1970-talet. 